# Adeus, Até Amanhã
Adeus, Até Amanhã (Portugiesisch für: Auf Wiedersehen, bis morgen) ist ein Dokumentarfilm des portugiesischen Regisseurs António Escudeiro aus dem Jahr 2007.

## Inhalt
Der Regisseur António Escudeiro wurde in der damaligen portugiesischen „Überseeprovinz“ Angola geboren und wuchs dort auf. Nach Studium und ersten Anstellungen in Portugal blieb ihm eine Rückkehr nach der Unabhängigkeit Angolas 1975 verwehrt.
32 Jahre später kehrte er für einen Besuch in seine Heimat zurück. Der Film begleitet ihn bei seinen Begegnungen und stellt seine Erinnerungen der heutigen Situation gegenüber. Der Zuschauer sieht dabei auch Escudeiros Reaktionen, erfährt dessen Gedanken, und bekommt die verschiedenen Eindrücke vermittelt, die der Regisseur von den heutigen Realitäten an den unterschiedlich stark veränderten Schauplätzen seiner Kindheit hat. Er trifft dabei alte Kollegen seines Vaters und ist Gast an Schulen, die er als Kid selbst besuchte; er begegnet noch ursprünglich lebenden Menschen und zeigt moderne Bauten, verfallene Kolonialbauten und beeindruckende Naturlandschaften.
Escudeiro, der nur selten und am Rande zu sehen ist, führt als Sprecher durch den Film, erzählt mit ruhigen Kommentaren von seinen Erinnerungen und beschreibt seine Eindrücke. Der Zuschauer sieht auch immer wieder alte Familienfotos Escudeiros, die er in Bezug zu heutigen Orten setzt. Den vergleichsweise wenigen nostalgischen Momenten stellt der Regisseur sowohl die Wunden eines von über 30 Jahren Krieg gezeichneten Landes, als auch das Bild eines jungen und außerordentlich lebendigen Landes im Aufbruch gegenüber.
Der Film endet mit einem gemischten und poetischen, sehr persönlichen Fazit des Regisseurs und seiner Hoffnung, die heutige Generation möge der künftigen ein würdiges Erbe vermachen. Viva Angola rufen zuletzt fröhliche Schulkinder in die Kamera, und der Sprecher wiederholt recht begeistert diese zuversichtlichen Worte, dann setzt der Abspann ein.

## Rezeption und Produktion
Adeus, Até Amanhã wurde von der Filmgesellschaft Real Ficção produziert und entstand mit finanzieller Unterstützung der portugiesischen Filmförderungsanstalt ICA, des portugiesischen öffentlich-rechtlichen Fernsehens RTP und des portugiesischen Kulturinstituts Instituto Camões, mit einigen Unternehmen als kleinere zusätzliche Sponsoren.
Der Film feierte am 21. Oktober 2007 im großen Auditorium der Culturgest-Kulturstiftung beim 5. Doclisboa-Filmfestival seine Premiere und wurde am 20. Februar 2020 im öffentlich-rechtlichen Fernsehen gezeigt, bei RTP2. In den kommerziellen Kinobetrieb kam er nicht.
Adeus, Até Amanhã erschien 2009 als DVD mit Bonusmaterial (u. a. ein längeres, zweiteiliges Making of) bei Real Ficção.